# Myzomela malaitae
Papa-mel-de-malaita ou suga-mel-de-colete-vermelho (Myzomela malaitae) é uma espécie de ave da família Meliphagidae.
É endémica das Ilhas Salomão.
Os seus habitats naturais são: florestas subtropicais ou tropicais húmidas de baixa altitude e regiões subtropicais ou tropicais húmidas de alta altitude.
Está ameaçada por perda de habitat.